# Maggots: The Record
Maggots: The Record ist der vierte und letzte Longplayer der Plasmatics. Es erschien 1987 auf Profile-Records und ist ein Konzeptalbum in Hörspielform, auf welchem die Songs der Band im Wechsel mit Hörspielpassagen ertönen und gemeinsam die Geschichte einer apokalyptischen Zukunft aufgrund des Klimawandels und der Umweltverschmutzung erzählen.

## Album und Besetzung
Das Album erschien fünf Jahre nach dem bislang erfolgreichsten Album der Plasmatics, Coup d’Etat. Zu dieser Zeit hatte Sängerin Wendy O. Williams bereits ihr Soloprojekt unter eigenem Namen beziehungsweise dem Kürzel W.O.W. gestartet und nach dem vorläufigen Ende der Plasmatics drei Alben veröffentlicht. Maggots: The Record griff den Namen ihrer alten Band erstmals wieder auf, wurde aber mit dem Zusatz „Wendy O. Williams Plasmatics“ versehen. Neben Wendy O. Williams waren als Originalmitglieder der Plasmatics Wes Beech (Gitarre) und Chris Romanelli (Bass) beteiligt. Produziert wurde das Album von Rod Swenson, der seit Anbeginn der Band für das künstlerische Konzept verantwortlich war und mit Wendy die Band einst gründete. Als zweiter Gitarrist fungierte Michael Ray, der Wendy bei ihrem Solo-Projekt über sämtliche Veröffentlichungen begleitete. Vervollständigt wurde die Band durch Ray Callahan am Schlagzeug.
Das Cover ist einfach gestaltet und zeigt eine grafische Darstellung der Erde aus dem Weltall betrachtet, deren rechte Hälfte passend zum Titel von gigantischen Maden aufgefressen wurde. Neben dem Titel, dem Namen der Solokünstlerin sowie dem Plasmatics-Logo befindet sich an der Seite noch der Zusatz „(Ninth Anniversary Album)“ in Anspielung auf das Gründungsdatum der Band, 1978. Ob diese eher ungewöhnliche Jubiläumszahl „Neun“ tatsächlich der Grund war, den Namen der Plasmatics nochmal zu verwenden, ist nicht belegt. Es werden auch marketingtechnische Gründe vermutet, da die Rezeption der Plasmatics deutlich größer war, als es Wendy O. Williams mit dem W.O.W.-Projekt widerfahren war.
Maggots: The Record ist insofern ungewöhnlich, dass es eine Mischung aus Hörspiel und Musik bietet. Auf der Spieldauer von 32 Minuten befinden sich lediglich fünf echte Songs, dazu ein Intro („Overture“) und ein instrumentales „Finale“. Dies stieß bei den Rezensenten auf geteilte Meinungen. Während Holger Stratmann vom Rock Hard befand, dass dies eine interessante Idee sei und besser, „als 40 Minuten Wendys Geschreie auszuhalten, [...] ohne daß man nach der ersten Seite entnervt aufgibt“, schrieb Oliver Loffhaben für Vampster, dass dies ein interessantes Konzept und wohl „das ambitionierteste Werk“ der Band sei, bemängelt aber die Gesamtspieldauer als dürftig. Die Hörspielteile wurden von insgesamt neun zusätzlichen Sprecherinnen und Sprechern beigesteuert. Das amerikanische Faces-Magazin bezeichnete das Album im Erscheinungsjahr 1987 als eine Mischung aus Inner Sanctum (einer Radio Horror Show) und der TV-Show Saturday Night Life.
Das Album wurde im Jahr 2000 zusätzlich als CD auf dem O. Williams-eigenen Label WOW-Records veröffentlicht und erhielt zusätzlich auf dem Frontcover den Sticker Parental Advisory Explicit Content.
Es blieb bei dieser einzelnen nachträglichen Veröffentlichung unter dem Namen der Plasmatics. Die identische Besetzung veröffentlichte ein weiteres Album Deffest! and Baddest! ein Jahr später wieder ausschließlich unter dem Namen Wendy O. Williams.

## Stil
Abgesehen von den Hörspiel-Passagen unterscheidet sich die Musik auf Maggots: The Record nicht sonderlich von den Solo-Werken O. Williams. Vampster hat in seinem Review hierfür den Begriff „Punkmetal-Songs“ entworfen und betont die bewusste „Dreckigkeit“ des Materials, welches eine Mischung zwischen Motörhead und Black-Metal-Einflüssen darstelle. Speziell die Gitarrensoli werden als „schrecklich“ betitelt, was ebenfalls einen punktuellen Einfluss des Punks darstellt, während Metal mehrheitlich saubere und melodische Soli nach Skalen und Tonarten verwendet. Die lärmende Produktion der Scheibe ist dabei auch ein Stilmittel, welches Wendy O. Williams als Solokünstlerin schon auf dem vorangegangenen Album Kommander Of Kaos verwendet hatte. Beide Alben wurden nicht nur in ähnlicher Besetzung, sondern auch am gleichen Produktionsset aufgenommen. Es handelt sich hierbei um den „Airplane Hangar“ der Broccoli Rabe Studios. Durch die Hallenform ergibt sich ein schwer zu kontrollierender Klang aufgrund der stark reflektierenden Wände und der langen Nachhallzeit. Damit wählte die Band nach der erfolgreichen Produktion Coup d’Etat aus den Dierks Studios einen bewusst anderen Weg, um sich der Klangästhetik der Epoche zu entziehen.

## Die Story
„Maggots“ ist zeitlich 25 Jahre in der Zukunft verortet, spielt daher gemessen am Erscheinungsdatum im Jahr 2012. Der Mensch hat die Umweltverschmutzung und den Klimawandel durch das Verbrennen von fossilen Brennstoffen so beschleunigt, dass die Gletscher abgeschmolzen sind und es zu einer überbordenden Vermehrung von Insekten kommt. Die Familie White, eine typische US-Durchschnittsfamilie, stellt die hauptsächlichen Protagonisten in diesem Szenario. Die Familie sitzt beim Abendessen, während der Vater lautstark die Nachrichten kommentiert, in denen der Reporter davon berichtet, dass sich die Madenpopulation alle 24 Stunden verdoppelt. Währenddessen hat der Sohn der Familie mehrere Hustenanfälle und würgt einen Schwall Blut, in dem sich ebenfalls Maden befinden.
Parallel diskutiert man in einem Forschungslabor die beängstigenden Erkenntnisse, dass die Maden nicht nur in der Anzahl zunehmen, sondern auch in der Größe. Im Gespräch kommt heraus, dass im Labor ein RNA-Retrovirus namens Carnivorus Robustus gezüchtet wurde. Es funktioniert Mikroorganismen so um, dass sie anfangen, vergiftete Fische und die Verschmutzungsrückstände in Flüssen aufzufressen. Allerdings führte der Treibhauseffekt dazu, dass das Virus auch Maden an Land befiel, die ab da anfingen, jedes Lebewesen, mit dem sie in Kontakt kommen, aufzufressen.
Während die Whites ihren Sohn ins Krankenhaus bringen, breiten sich die Maden rasant weiter aus. Bei der Freundin des TV-Reporters breiten sich Maden im Schlafzimmer aus und fressen sie auf. Die Tochter der Whites ist mit ihrem Freund im Bett, als der Vater allein zurückkehrt und panisch an die Haustüre hämmert. Als die beiden öffnen, sehen sie nur noch, wie der Vater ebenfalls Opfer der Maden geworden ist, die mittlerweile eine gigantische Größe angenommen haben. Die Maden töten auch ihren Freund, während sie selbst ins Schlafzimmer flüchten kann. Im TV wird mittlerweile die Evakuierung der Stadt angekündigt und gemeldet, dass die Situation außer Kontrolle sei. Cindy kann sich im Schlafzimmer noch eine Weile gegen die Maden zur Wehr setzen, bis die Zimmertür unter der Masse bricht und die Maden ins Schlafzimmer eindringen. Als Cindy durch das Fenster auf die Feuerleiter flüchtet, sieht sie auf den Straßen ein Chaos aus Verkehrsstau, Tränengas, überforderten Ordnungskräften und riesigen Maden, die sich durch die Flüchtenden fressen. Sie erkennt, dass es keine Flucht mehr gibt, und die Nacht bricht an.
Die Songs während des Hörspiels schildern aus der Ich-Perspektive des Retrovirus seine Überlegenheit und formen eine Kritik an der menschlichen Gesellschaft, die trotz ihrer Intelligenz nicht in der Lage war, sich selbst zu erhalten. Kritik wird direkt zu Beginn an der Verdummung durch TV-Konsum geäußert:

“Get a TV brain and a pixel head

You walk and talk but you are dead

You just came down from the trees

Now I got you on your knees”

Die Argumentation der Spezies ist, dass sie den gleichen Regeln folgt, wie der Mensch. Sie pflanzen sich fort und fressen. Nur dass der Mensch nun die Nahrung darstellt:

“All you do is fuck and eat

That's what we do too

Tough for you 'cause you're our meat

But we don't make the rules”

Am Ende steht die Botschaft, dass lediglich die bessere Überlebensstrategie gewinnt, der intelligente Mensch aber verschwindet:

“We change our form, we mutate at will

We're the best that can be found

We know how to survive, we lie and kill

We've got our program down”

## Wiederkehrende Symbolik
Die Geschichte auf Maggots: The Record spielt ein fiktives Szenario durch, aber beinhaltet auch die Symbolik und Aussage, mit der sich speziell Wendy O. Williams immer wieder in ihrer Performance und Musik öffentlich ausdrückte. Im Vordergrund steht die Konsumkritik und der rücksichtslose Umgang mit der Umwelt. Auf diesem Album ist nicht nur die Umweltverschmutzung Grund allen Übels, sondern die spezifischen Symbole und Feindbilder sind die gleichen, die Wendy O. Williams während ihres künstlerischen Schaffens immer wieder anführte.
Das TV ist hier gleich zu Beginn in mehreren Aspekten der Geschichte ein Symbol der Verdummung. Nicht nur beschreibt der Song You're a Zombie, wie das TV den Menschen zu „lebenden Toten“ umwandelt („Get a TV brain and a pixel head. You walk and talk but you are dead.“). Das TV war während ihrer gesamten Schaffensphase immer Ziel der Zerstörung – regelmäßig wurden Fernseher auf der Bühne mit Vorschlaghammer oder Sprengstoff zerstört. Im Video zu The Damned (Coup d’Etat) fuhr Wendy mit einem Bus durch eine meterhohe Wand aus Fernsehern. Schon auf dem Album Beyond The Valley of 84 hieß es im Song Living Dead „You sold your life in the discount store. You watch tv you don't want any more.“.
Genauso, wie die Band immer Fernseher zerstörte, wurden auch viele Autos zerstört. Dies geschah ebenfalls auf der Bühne, oder bei öffentlichen Performances, als O. Williams diese bei Stunts kontrolliert auf Hindernissen aufprallen ließ. Das Auto ist in der Geschichte mit Schuld an der globalen Erwärmung. Der Erzähler weist schon zu Beginn darauf hin, dass sich die Erde aufgrund des massiven Verbrauchs fossiler Brennstoffe in einem Treibhauseffekt befindet, und die Verbindung zum Auto wird mit der Textzeile „Drive your car around the square, you're moving fast but you go nowhere.“ deutlich.
Das dritte wiederkehrende Symbol der Konsumkritik ist der grenzenlose Lebensmittelkonsum, bei dem die Nahrungskette auf diesem Album umgedreht wird und der Mensch selbst zur Nahrung wird. Wendy O. Williams war überzeugte Vegetarierin und setzte sich aktiv für den Tierschutz ein, in dem sie auch am Ende ihrer musikalischen Karriere arbeitete. Auch musikalisch hatte sie dies im Song Fast Food Service bereits 1981 kritisch thematisiert.
Das Szenario auf Maggots: The Record setzt schlussendlich das um, was auf dem Album Coup d’Etat bereits im Song Just Like on TV als stichwortartige Prophezeiung besungen wurde, nämlich ein Chaos mit Soldaten in den Städten, übergroßen Kreaturen, die sich New York nähern, sich verbreitenden Mikroorganismen und klimatischen Extrembedingungen. Wendy O. Williams erklärte 1987 im Interview, dass sie die Maden als Protagonisten ihrer Geschichte wählte, da sie bei ihren Reisen durch unterschiedliche Länder auf allen Kontinenten festgestellt hat, dass Menschen vor Maden den größten Ekel hätten.